# Traktat ustanawiający Europejską Wspólnotę Gospodarczą
Traktat ustanawiający Europejską Wspólnotę Gospodarczą – oficjalna nazwa głównego aktu wspólnotowego prawa pierwotnego Europejskiej Wspólnoty Gospodarczej. Stanowił część dorobku prawnego Wspólnot od 1958 r. do 1993 r., kiedy to weszły przepisy Traktatu z Maastricht. Później funkcjonował pod nazwą Traktat ustanawiający Wspólnotę Europejską. Jego przepisy znalazły się najpierw w traktatach rzymskich, zmodyfikowane traktatem fuzyjnym, traktatami budżetowymi, Jednolitym Aktem Europejskim.